# Konnakol
Konnakol (także: konokol) (tamilski:கொன்னக்கோல்) – rodzaj rytmicznego śpiewu nazywanego często wokalną perkusją charakterystyczny dla muzyki karnatackiej. Stanowi rodzaj języka rytmu pozwalającego na komponowanie i wykonywanie muzyki różnych stylów i tradycji całego świata. Wykonywany przez wielkich mistrzów, takich jak Sri Thetakudi Harihara Subash Chandran ("król" konnakolu), konnakol zdobywa miłośników na scenach całego świata. 
Konnakol wykorzystywany jest przez wielu muzyków. Jednym z nich jest John McLaughlin, który używał tego stylu w kompozycjach wykonywanych wraz z zespołem The Mahavishnu Orchestra. V. Selvaganesh – grający z McLaughlinem w grupie Remember Shakti – jest kolejnym przykładem wirtuoza konnakolu. Uczeń Subasha Chandrana – Dr Joel – jest natomiast znany z wprowadzania konnakolu do muzyki rockowej oraz klasycznej muzyki zachodniej. 
Subash Chandran jest również autorem instruktażowego DVD do nauki konnakolu. 
Konnakol bywa mylony z praktyką znaną z muzyki hindustańskiej, zwaną bol, używaną do wyrażenia za pomocą techniki wokalnej gry na tabli.